# Champlat-et-Boujacourt
Champlat-et-Boujacourt är en kommun i departementet Marne i regionen Grand Est (tidigare regionen Champagne-Ardenne) i nordöstra Frankrike. Kommunen ligger i kantonen Châtillon-sur-Marne som tillhör arrondissementet Reims. År 2022 hade Champlat-et-Boujacourt 147 invånare.

## Befolkningsutveckling
Antalet invånare i kommunen Champlat-et-Boujacourt
| Referens: INSEE |